# Diclorometan
Diclorometanul (DCM sau clorură de metilen) este un compus organic geminal cu formula CH2Cl2. Acest lichid incolor, volatil, cu o aromă moderat dulce, este utilizat pe scară largă ca solvent. Deși nu este miscibil cu apa, acesta este polar și miscibil cu mulți solvenți organici.

## Răspândire în natură
Sursele naturale de diclorometan includ surse oceanice, macroalge, zone umede și vulcani. Cu toate acestea, majoritatea diclorometanului prezent în natură este rezultatul emisiilor industriale.

## Metode de obținere
Diclorometanul este produs prin tratarea clorometanului sau a metanului cu clor gazos la 400–500°C. La aceste temperaturi, metanul și clorometanul suferă o serie de reacții care produc progresiv mai mulți produși clorurați. În acest fel, în 1993 au fost produse aproximativ 400.000 de tone în SUA, Europa și Japonia.
CH4 + Cl2 → CH3Cl+ HCl
CH3Cl + Cl2 → CH2Cl2 + HCl
CH2Cl2 + Cl2 → CHCl3 + HCl
CHCl3 + Cl2 → CCl4 + HCl
Rezultatul acestor procese este un amestec de clorometan, diclorometan, cloroform și tetraclorură de carbon. Acești compuși sunt separați prin distilare.
Diclorometanul a fost preparat pentru prima dată în 1839 de chimistul francez Henri Victor Regnault, care l-a izolat dintr-un amestec de clorometan și clor expus la lumina soarelui.

## Utilizări
Volatilitatea diclorometanului și capacitatea acestuia de a dizolva o gamă largă de compuși organici îl fac un solvent util pentru multe procese chimice.
Este folosit pe scară largă ca diluant și degresant. În industria alimentară, a fost folosit pentru decofeinizarea cafelei și a ceaiului, precum și pentru prepararea extractelor de hamei și alte arome. Volatilitatea diclorometanului a dus la folosirea sa ca spray cu aerosoli și agent de curățare pentru spuma poliuretanică.

## Legături externe
- National Pollutant Inventory – Dichloromethane Fact Sheet
- Dichloromethane at National Toxicology Program
- IARC Summaries & Evaluations Vol. 71 (1999)
- Canadian Environmental Protection Act Priority Substances List Assessment Report
- Organic Compounds Database
- Sustainable uses and Industry recommendations